# Wadim Witaljewitsch Golubzow
Wadim Witaljewitsch Golubzow (russisch Вадим Витальевич Голубцов; * 2. Januar 1988 in Lipezk, Russische SFSR) ist ein russischer Eishockeyspieler, der zuletzt bis Dezember 2011 bei Metallurg Nowokusnezk in der Kontinentalen Hockey-Liga unter Vertrag stand.   

## Karriere
Wadim Golubzow begann seine Karriere als Eishockeyspieler in seiner Heimatstadt im Nachwuchsbereich des HK Lipezk, für dessen zweite Mannschaft er von 2003 bis 2005 in der drittklassigen Perwaja Liga aktiv war. Nachdem er die Saison 2005/06 bei ZSK WWS Samara in der zweitklassigen Wysschaja Liga begonnen hatte, erhielt der Flügelspieler einen Vertrag beim HK Lada Toljatti aus der russischen Superliga. Mit Lada gewann er auf europäischer Ebene 2006 den IIHF Continental Cup. Für die Saison 2007/08 unterschrieb Golubzow einen Vertrag bei Ladas Ligarivalen Amur Chabarowsk, kehrte nach der Spielzeit jedoch zum HK Lada Toljatti zurück, für den er in der Saison 2008/09 in der neu gegründeten Kontinentalen Hockey-Liga aktiv war. Im Zuge des Abstiegs des HK Lada in die zweite Spielklasse wechselte Golubzow innerhalb der KHL zu Metallurg Nowokusnezk. Dort wurde sein Vertrag im Dezember 2011 vorzeitig aufgelöst.

### International
Für Russland nahm Golubzow an der U18-Junioren-Weltmeisterschaft 2006 sowie der U20-Junioren-Weltmeisterschaft 2008 teil.

## Erfolge und Auszeichnungen
- 2006 IIHF-Continental-Cup-Gewinn mit dem HK Lada Toljatti
- 2008 Bronzemedaille bei der U20-Junioren-Weltmeisterschaft

## KHL-Statistik
(Stand: Ende der Saison 2010/11)